# زرع القشع
زرع القشع (بالإنجليزية: Sputum culture)‏ هو اختبار طبي للكشف والتعريف عن البكتريا أو الفطريات التي تصيب الرئة أو الشعب الهوائية.

## طريقة جمع العينات
القشع سائل ثخين تنتجه الرئة والشعب التنفسية المرتبطة. عينة القشع توضع في علبة معقمة ثم ترسل إلى المختبر للفحص. أخذ العينة عن طريق إخراج القشع بواسطة السعال أو تحفيز الرئة من خلال إعطاء الرئة رذاذا من المحلول الملحي لأجل إنتاج القشع أو تؤخذ العينة بواسطة الأنبوب داخل الرغامي حيث تجمع العينة بواسطة فرشاة جمع عينات محمية، وهذه الطريقة الأخيرة تستخدم في حالة المرضى الراقدين ويستخدمون أجهزة التنفس الإصطناعي.
في حالات معينة مثل حالات الإصابة بالفيروس مضخم للخلايا والمتكيسة الرئوية الجؤجؤية عن المرضى ذوي المناعة المنخفضة فإن طبيبا مختصا بذات الرئة قد يقوم بغسل القصبات والأسناخ.

## اختبار الزرع
عندما تكون العينة خالية من البكتريا أو الفطريات، فإن نتيجة الزرع سالبة. أما إذا كان هناك عدوى بمتعضية إمراضية، فسيحدث نمو في الزرع وتكون النتيجة موجبة. يمكن تحديد العامل المسبب بواسطة المجهر أو شكل مستعمرات تلك الكائنات أو بواسطة الاختبارات الكيميائية الحيوية لنمو تلك الكائنات.
إذا كانت البكتريا أو الفطريات قادرة على النمو ضمن الزرع، فيمكن إجراء اختبارات أخرى يستخدم فيها مضاد ميكروبي واحد أو أكثر لتحديد المضاد الأفضل في معالجة العدوى، وهذا يسمى باختبار تحسس المضادات الحيوية (مثل طريقة الانتشار بالأغار أو اختبار كيربي باور للمضادات الحيوية).